# Schwarzschwanzsylphe
Die Schwarzschwanzsylphe (Lesbia victoriae) oder manchmal auch Schwarzschwanzlesbia ist eine Vogelart aus der Familie der Kolibris (Trochilidae). Die Art hat ein großes Verbreitungsgebiet, das etwa 170.000 Quadratkilometer in den südamerikanischen Ländern Kolumbien, Ecuador und Peru umfasst. Der Bestand wird von der IUCN als „nicht gefährdet“ (least concern) eingestuft.

## Merkmale
Die männliche Schwarzschwanzsylphe erreicht eine Körperlänge von etwa 25 Zentimetern, während die weibliche nur etwa 14 Zentimeter groß wird. Der schwarze, relativ kurze Schnabel wird etwa 15 Millimeter lang. Das Männchen ist schimmernd grün mit einem glitzernden Kragen. Der hintere Teil der Unterseite ist gelbbraun. Der sehr lange, gefächerte schwarze Schwanz wird bis zu 16,5 Zentimeter lang. Die Schwanzfedern sind mit bronzegrünen Sprenkeln versehen. Die Oberseite des Weibchens ist bronzegrün. Die Unterseite schwankt farblich zwischen weiß und gelbweiß. Dabei wird sie von dicken, grünen Flecken geziert. Ein kleiner, unsymmetrischer, oranger Fleck findet sich am Hals. Dieser ist aber im Feld kaum zu sehen. Der Schwanz ist ähnlich wie beim Männchen. Allerdings fällt er mit nur 8,5 Zentimetern deutlich kürzer aus.

## Habitat
Die Schwarzschwanzsylphe trifft man häufig in buschigem Weideland, in Schluchten sowie Gestrüpp nahe der Baumgrenze. Auch in Hecken, an Eukalypten, an Polylepis und im offenen Páramo fühlt sich die Art wohl. Man findet sie in Höhenlagen zwischen 1700 und 3600 Metern. Saisonal wechselt sie das Habitat.

## Verhalten
Die Schwarzschwanzsylphe ist sehr aktiv. Dabei verteidigt sie ihr Territorium äußerst aggressiv. Sie schwebt vor den Blüten, die sich in einem Bereich von Augenhöhe bis zum Kronenbereich der Bäume befinden. Männchen scheuchen beim Erblicken von Weibchen diese mit weit gespreiztem Schwanz, welcher im Flug dem Geräusch eines Segeltuches im Wind ähnelt. Die Brutzeit ist von Juni bis August.

## Unterarten

Verbreitungsgebiet der Schwarzschwanzsylphe

Bisher sind drei Unterarten bekannt:
- Lesbia victoriae berlepschi (Hellmayr, 1915)[3]
- Lesbia victoriae juliae (Hartert, 1899)[4]
- Lesbia victoriae victoriae (Bourcier & Mulsant, 1846)[5]

Die Nominatform L. v. victoriae findet man in den Anden im Nordosten Kolumbiens. Dort ist sie vom nördlichen Santander bis Bogotá vorhanden. Außerdem findet man sie in den Anden Nariños sowie in Ecuador. Die Subspezies L. v. juliae ist in den Anden Nord- & Zentralperus beheimatet. In den Anden im Südosten Perus kann man schließlich die Unterart L. v. berlepschi beobachten.

## Etymologie und Forschungsgeschichte
Jules Bourcier und Étienne Mulsant beschrieben die Schwarzschwanzsylphe unter dem Namen Trochilus Victoriæ. Später wurde die Art der Gattung Lesbia Lesson, 1833 zugeordnet. Lesson hatte die neue Gattung für die Art Lesbia nuna Lesson, 1833 eingeführt. Der Begriff Lesbia leitet sich vom griechischen Λέσβια Lésbia für „Frau aus Lesbos“ ab. Der Artname victoriae ist Mulsants Mutter Marie-Anne-Victoire geb. Jacquetton gewidmet. Mit berlepschi ehrte Carl Eduard Hellmayr Hans Hermann Carl Ludwig von Berlepsch (1850–1915), aus dessen Sammlung das Typusexemplar stammte. Juliae ist eine Widmung für die Gräfin Julia Branicka geb. Potocka (1854–1921), der Frau des Grafen Władysław Michał Pius Branicki (1848–1914). Hans Graf von Berlepsch und Jan Sztolcman hatten den Namen bereits 1896 ohne Beschreibung erwähnt. So fiel es Ernst Hartert zu, die Erstbeschreibung zum Typusexemplar zu liefern.